# Пол Джордан
Пол Джордан (англ. Paul Jordan; 24 листопада 1916, Краків, Австро-Угорщина — 7 листопада 2006) — американський художник, ліричний експресіоніст, журналіст і мемуарист.

## Біографія
Пол Джордан народився 24 листопада 1916 року в місті Краків. Популярності художник набув як видний відступник Нью-Йоркської школи.

### Кар'єра
Він жив у Львові до початку Другої світової війни, коли емігрував до Англії, де навчався в Лондонській школі економіки та в Школі мистецтв Святого Мартіна в Лондоні, потім в Академії Ґранд-Шом'єр в Парижі та в Лізі студентів-художників Нью-Йорка.
Виставки його робіт проходили в:
- Бергейм-Жоне, Париж;
- Галерея «Арчер», Лондон;
- Карнеґі-хол;
- Різні галереї Нью-Йорка.

При житті мав студії в Нью-Йорку та Пайн-Плейнс, штат Нью-Йорк, США.

### Смерть
У момент смерті, за декілька два тижні до свого 90-річчя, він писав «мемуари, що розповідають про трьох різні світи: напівфеодальна Польща, напівсоціалістична Британія і США». 7 листопада 2006 року Пол Джордан помер за невідомих обставин.